# 병입 가스

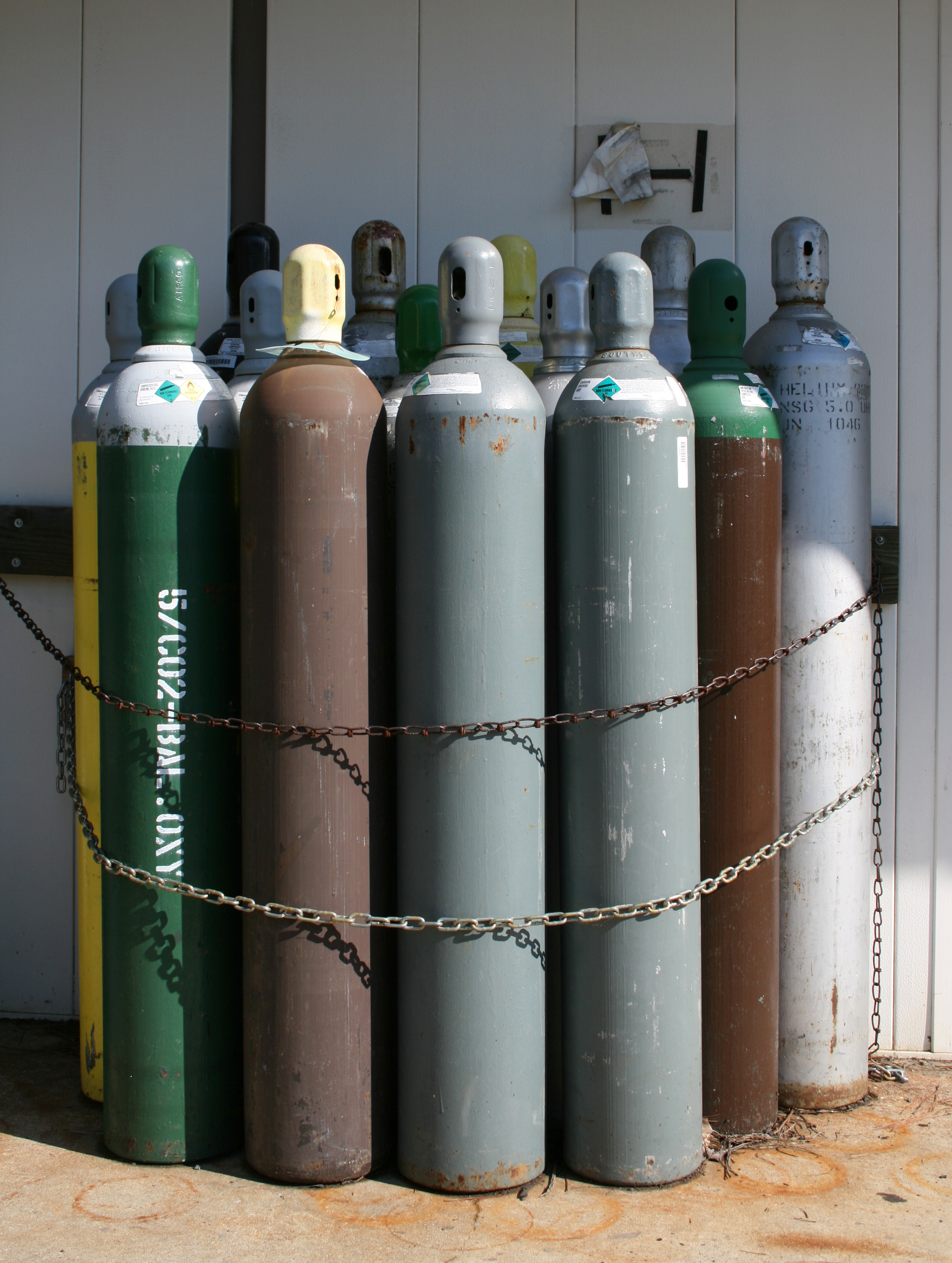
듀크 대학교의 가스통

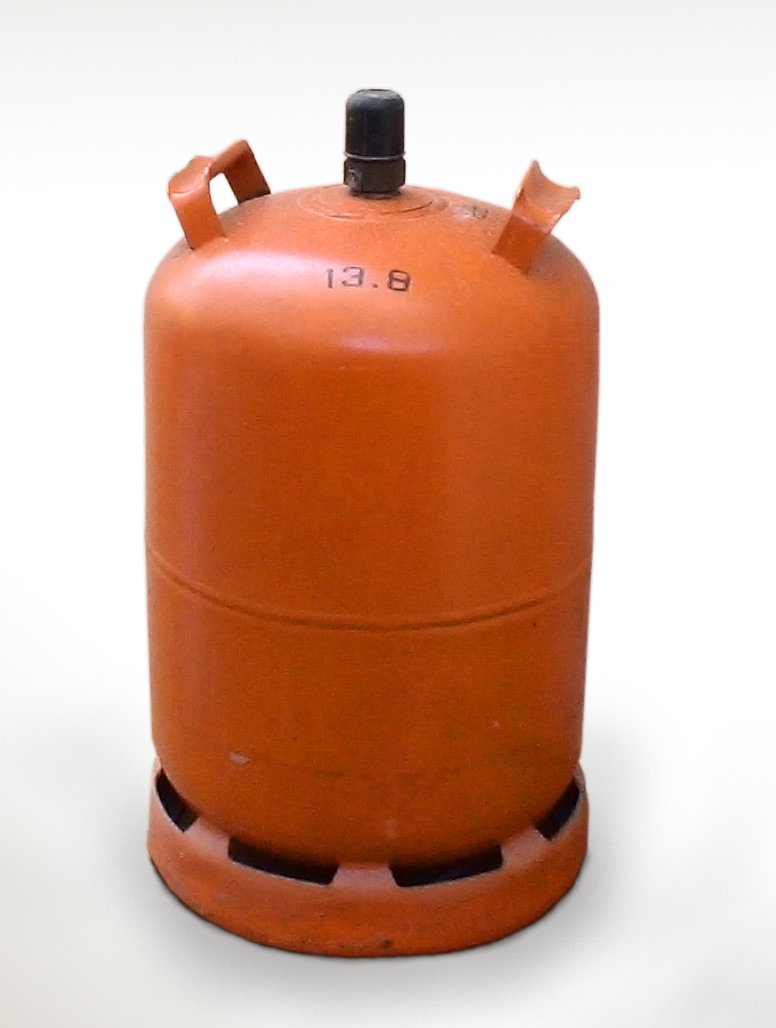
부탄 가스 용기

병입 가스(bottled gas)는 표준 온도 압력(STP)에서 기체 상태인 물질을 탄소강, 스테인리스강, 알루미늄 또는 가스용기라고 하는 복합 용기에 압축하여 보관하는 것을 말한다.

## 실린더 내 기체 상태
네 가지 경우가 있다. 물질이 표준 온도에서 기체 상태를 유지하지만 압력이 증가하거나, 물질이 표준 온도에서 액화되거나, 물질이 용매에 용해되거나, 물질이 온도와 압력이 감소하면 액화된다. 마지막 경우, 병은 진공(듀어 플라스크)으로 분리된 내외부 셸로 구성되어 증발 냉각을 통해 저온을 유지한다.

## 같이 보기
- 산업 가스

## 참고 문헌

### 표준
- ISO 32: Gas cylinders for medical use—Marking for identification of content.
- CEN EN 1089-3: Transportable gas cylinders, Part 3 - Colour Coding.